# Clinique Miremont
La Clinique Miremont (également connue sous le nom de Miremont ou, jusqu'en 2019, de Fondation Miremont) est un établissement médico-social situé à Leysin (Suisse) et détenu par la Fondation Claire Magnin, créé en 1914 sous l'impulsion d'Auguste Rollier, initialement pour y traiter les malades de la tuberculose.

## Histoire
La Clinique Miremont fut créée sous l'impulsion d'Auguste Rollier en 1914, qui y proposa des cures d'héliothérapie (un traitement de la tuberculose par exposition au soleil promu par le médecin grison Oskar Bernhard). Dans les années 1950, le développement de médicaments antituberculeux fait passer le traitement de la maladie par héliothérapie au second plan. L'établissement, qui jusqu'à cette époque était principalement fréquenté par de riches patients cosmopolites en provenance de pays européens tels que l'Allemagne, l'Angleterre, la Russie ou encore la Finlande, se reconvertit alors dans l'accueil de patients aux pathologies variées.

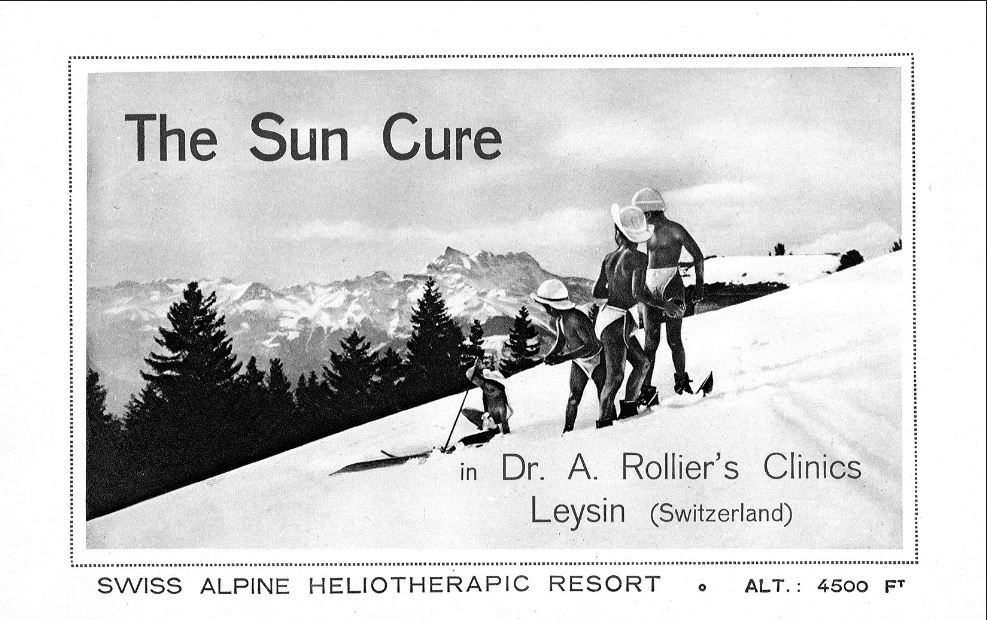
Carte postale destinée aux patients étrangers faisant la promotion de la cure d’héliothérapie à Leysin

En 1993, après d'importantes rénovations, Miremont change du statut de clinique privée à celui d'établissement privé reconnu d'intérêt public.
En 2002, la compagnie d'assurance suisse CSS, propriétaire de l'établissement depuis 1943, cède la clinique à l'Hôpital du Chablais.

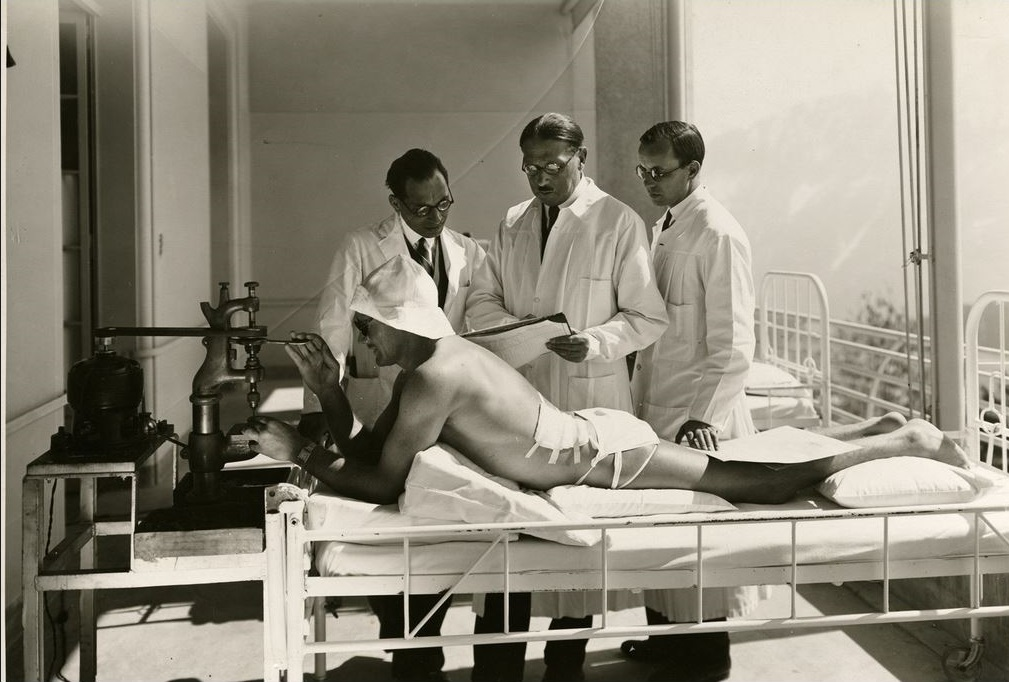
Auguste Rollier (au centre) examine un patient effectuant une cure d’héliothérapie

Depuis le 1er janvier 2020, l'exploitation de la Clinique Miremont a été reprise par la Fondation Claire Magnin,,.

## Bâtiment
Les plans de la Clinique Miremont sont dus aux architectes neuchâtelois Gustave Chable et Edmond Bovet.
Le bâtiment fut largement rénové entre 1991 et 1993.